# Jean-Jacques Bourdin
Pour les articles homonymes, voir Bourdin.
Jean-Jacques Bourdin, né le 15 juin 1949 à Bois-Colombes, est un journaliste et animateur de radio et de télévision français.
De 2001 à 2020, il est l'animateur de l'émission matinale Bourdin Direct diffusée sur RMC, RMC Découverte et BFM TV.
À partir de la rentrée de 2020, il ne présente plus que l'interview politique de 8 h 35 diffusée sur RMC et BFM TV. Faisant l'objet d'une enquête judiciaire pour agression sexuelle, il est écarté de l'antenne en janvier 2022 et limogé en juin 2022 par le groupe Altice. À partir du  29 août 2022, il présente Parlons vrai chez Bourdin de 10 h 30 à 12 h 30 sur Sud Radio, du lundi au vendredi et ce jusqu’en 2025.

## Biographie

### Enfance, formation et débuts
Jean-Jacques Bourdin est né le 15 juin 1949 à Bois-Colombes (Seine),. Il est l'aîné de cinq enfants. Il grandit à Alès (Gard) dans un milieu qu'il décrit comme aisé et de culture protestante. Son père est chef d'une petite entreprise, sa mère est mère au foyer.
À 16 ans, il participe à la campagne pour l'élection présidentielle de 1965 en collant des affiches pour le candidat d’extrême-droite, Jean-Louis Tixier-Vignancour, aux côtés de son père, partisan de l'Algérie française.
Titulaire d’un baccalauréat littéraire en 1967, Jean-Jacques Bourdin fait un bref passage à l’université, puis enchaîne différents métiers (chauffeur-livreur, VRP, vendeur d’assurances, inspecteur commercial pour Quelle).

### Carrière
N'ayant pas réussi à intégrer le quotidien sportif L'Équipe, Jean-Jacques Bourdin entre en juillet 1976 au service des sports de la radio RTL sur un coup de pouce du patron de cette radio, Raymond Castans, rencontré par hasard au cours d’un repas de famille, et qu'il a séduit par sa culture sportive,. Il restera vingt-cinq ans à RTL. Entré journaliste sportif, il devient progressivement reporter puis présentateur des journaux. En 1991, il est rédacteur en chef et présentateur du journal de la mi-journée de la station de la rue Bayard. En 1996, il remplace Alain Krauss à la présentation de l'émission interactive Les auditeurs ont la parole, l'une des premières émissions de libre-antenne en journée, tout en poursuivant la présentation du journal de 13 h. En septembre 2000, ne s'entendant plus avec la direction de RTL, il quitte la radio, remplacé par Christophe Hondelatte, et se trouve au chômage.
En 2001, il rejoint RMC en tant que conseiller d'Alain Weill, le nouveau président de la station. Il en devient l'animateur-phare avec la matinale Bourdin and Co (du lundi au vendredi) qui mise sur l'information et l'interactivité avec les auditeurs. À 8 h 35 a lieu l'interview avec un responsable politique : l'organisation du plateau (le journaliste et son invité sont situés à moins d'un mètre de distance) et le ton incisif de Jean-Jacques Bourdin participent à créer une tension et donc au succès de l'émission[source secondaire souhaitée].
Le député écologiste Noël Mamère, ancien présentateur du journal télévisé d'Antenne 2, déclare : « Sur le plateau, il nous place à moins d'un mètre de lui. À distance de baffes. Cela crée une tension physique. Il guette la moindre faille. Il est très réactif parce qu'il connaît bien ses dossiers. Il te rend meilleur car il t'empêche de te laisser aller »[Quand ?].
À partir de 2007, son émission Bourdin Direct (6 h - 10 h) sur RMC est diffusée en simultané sur BFM TV lors de l'interview de 8 h 35.
Lors de l'élection présidentielle de 2007, il coprésente entre les deux tours le débat Royal-Bayrou sur BFM TV. À ce scrutin, il vote François Bayrou au premier tour et blanc au second. À l'élection présidentielle de 2012, il vote François Bayrou puis François Hollande,.
Du 4 juillet 2010 à novembre 2010, il anime sur TF1 Abus de confiance, une émission sur les arnaqueurs produite par Julien Courbet.
Le 15 avril 2018, il anime avec Edwy Plenel sur BFM TV, RMC et Mediapart une interview du président Emmanuel Macron,.
Dès octobre 2018, Jean-Jacques Bourdin anime un nouveau talk-show, Rien n'est impossible, tourné en public et diffusé en direct le vendredi soir une fois par mois sur RMC Story. L'émission est diffusée de 21 h à 22 h 30, et oppose deux personnalités autour d'un sujet d'actualité,,. Néanmoins cette dernière sera arrêtée à la fin de la saison en raison de faibles audiences[réf. nécessaire].
À partir de la rentrée 2018, la matinale Bourdin Direct est raccourcie d'une heure, soit de 6 h à 9 h.
En octobre 2019, Jean-Jacques Bourdin traite d'« imbécile » à l'antenne de RMC la porte-parole des Républicains Lydia Guirous dont il commentait un tweet. Celle-ci ayant saisi le CSA, ce dernier rappelle à l'ordre Jean-Jacques Bourdin et RMC en intimant à la chaîne « de veiller, à l’avenir, à ce que les propos tenus par les animateurs de ses antennes soient respectueux des droits de la personne »,,,.
En juillet 2020, il arrête la présentation de la matinale Bourdin Direct, au profit d'Apolline de Malherbe. Il conserve toutefois la tranche horaire 8 h 35 - 9 h avec l'interview politique, dont le nom reste inchangé et la diffusion reste en simultané sur RMC et BFM TV,.
Entre le 29 août 2022 et la fin de saison 2025, il présente « Parlons vrai chez Bourdin » de 10 h 30 à 12 h 30 sur Sud Radio,.
En juillet 2025, il quitte Sud Radio pour se consacrer à de nouveaux projets éditoriaux.

### Vie privée
Après avoir eu deux filles, Clémence, devenue restauratrice et Fanny, journaliste, de son précédent mariage avec Marie-Laure Camus, Jean-Jacques Bourdin épouse la journaliste Anne Nivat, reporter de guerre devenue « arpenteuse de la France délaissée », avec qui il a un fils, Louis, né en novembre 2006. Alors que son épouse est protestante, il se déclare lui-même athée. Ils possèdent un mas près du Vigan, dans les Cévennes gardoises. En 2013, il habite dans le 5e arrondissement parisien.

## Affaires judiciaires

### Accusation d'agression sexuelle
En janvier 2022, Jean-Jacques Bourdin est visé par une plainte pour tentative d'agression sexuelle déposée par une ancienne collaboratrice de BFM TV, Fanny Agostini. Selon la plaignante, Jean-Jacques Bourdin a tenté à plusieurs reprises de l'embrasser de force dans une piscine lors d'un voyage de presse à Calvi en Corse en 2013, en la saisissant par le cou. Après s'être débattue, Jean-Jacques Bourdin lui aurait dit : « J'obtiens toujours ce que je veux », avant de réitérer ses demandes de faveurs les jours suivants, preuves écrites que la plaignante indique avoir en partie conservées,. L'avocate de la plaignante est Maître Laure Heinich.
Interrogé au sujet de cette plainte, Jean-Jacques Bourdin conteste les faits. Le parquet de Paris ouvre une enquête le 18 janvier. Marc-Olivier Fogiel, directeur général de BFM TV, annonce l'ouverture d'une enquête interne, mais maintient Jean-Jacques Bourdin à l'antenne. Dans un communiqué publié le dimanche 23 janvier 2022, la chaîne annonce que Jean-Jacques Bourdin est écarté temporairement de l'antenne de BFM et RMC,,.
L'animatrice Sidonie Bonnec, rapporte avoir été victime d'un comportement déplacé de Jean-Jacques Bourdin. Elle affirme avoir été invitée, pour un déplacement professionnel, à séjourner dans une villa en Corse en 2010, le journaliste lui aurait glissé : « il y a une piscine, n'oublie pas ton maillot de bain », à la suite de quoi Sidonie Bonnec a décliné son invitation.
À cette époque, les médias rapportent qu'il aurait eu des contacts plus que familiers avec Dominique Strauss-Kahn. Ainsi, selon le quotidien Libération, rapportant une information de France Info, la rédaction de BFM et RMC les aurait appelés « les deux chauds lapins ». Géraldine Hallot de la cellule investigation de Radio France rapporte elle aussi les mêmes faits présumés en y apportant d'autres précisions dont deux témoignages de salariés de la chaîne RMC, dont un ancien cadre, sur la relation de l'animateur aux femmes, ce dernier les décrivant selon ces termes : « Il aime les femmes, c'est du genre à les regarder avec insistance mais c'est tout ». Dans ce même article, il est rapporté que lors du procès de DSK dans l'affaire du Carlton de Lille, le nom de Jean-Jacques Bourdin est évoqué, notamment dans ce qui est décrit par une salariée de RMC, comme la « descente en enfer » d'une stagiaire de la station radio, que Jean-Jacques Bourdin avait entraînée dans les soirées libertines de DSK.
Le 17 février 2022, une femme confie au Parisien avoir subi en 1988 une agression sexuelle de la part de l'animateur, dénonçant des faits de « harcèlement » et d'« exhibition sexuelle », alors qu'elle était âgée de 28 ans. Elle lui reproche d'avoir « ouvert sa braguette et fait apparaître son sexe en érection », de lui avoir proposé de la payer pour un rapport sexuel et d'avoir tenté de l'embrasser « de façon brutale » en lui déclarant « Vas-y je sais que tu en meurs d'envie ». La victime présumée dit avoir subi ces comportements de manière répétée, et que l'animateur « se masturbait » en la regardant à travers la porte des toilettes,.
Le 7 avril 2022, le parquet de Paris classe sans suite l'enquête pour agression sexuelle visant Jean-Jacques Bourdin, pour prescription de l’action publique.
Dans un communiqué publié le vendredi 17 juin 2022, le groupe Altice Media annonce que Jean-Jacques Bourdin est limogé et ne pourra donc plus être à l'antenne de BFM et RMC.

## Image
Jean-Jacques Bourdin cultive une image de journaliste indépendant, qui se rangerait du côté du peuple contre les élites. Cherchant à favoriser « la libre parole » des auditeurs, il est parfois qualifié de populiste, à l'image de RMC, la radio qui l'emploie. Pour le journaliste Pierre Jaxel-Truer, « Bourdin, c'est la voix de la France qui grogne, celle des mutins solitaires qui pestent en écoutant leur autoradio dans les bouchons, celle des "tout-fout le camp" ». Ses interviews « les yeux dans les yeux », directes et incisives, sont sa marque de fabrique. Il a longuement été la cible de ses confrères, des critiques lui reprochant des émissions tournant au café du commerce. Bourdin s'en défend en expliquant que, sur son antenne, il favorise un parler direct : « La parole est parfois maladroite mais toujours franche ».
Bien que qualifié de « populo » et « démago », Jean-Jacques Bourdin est devenu très prisé des personnalités politiques selon le journal Le Monde, qui relaie un commentaire de « l'une des communicantes les plus en vue de la place parisienne » estimant que Bourdin est devenu « incontournable ». L'ancien ministre de la défense Hervé Morin déclare : « C'est avec un passage chez Bourdin qu'on a le plus d'écho. Pour savoir si une émission a marché, je compte le nombre de SMS que je reçois. Quand je vais chez lui, le compteur s'affole ».
Il se définit lui-même comme un intervieweur et un journaliste tout court, et non comme un journaliste politique dans le sens où il ne commente pas la vie politique, n'explore pas les coulisses du pouvoir, ne tient pas d'éditorial ou de chronique.
Il est critique vis-à-vis de ses confrères auxquels il reproche leur proximité, voire leur connivence, avec les hommes politiques (par exemple Claire Chazal). C'est ainsi qu'il affirme refuser les invitations à déjeuner ou à dîner de ces derniers. Il reproche enfin aux journalistes leur conformisme et leur corporatisme. « Sachez dire non, osez être différent et évitez tout suivisme », dit-il aux débutants qui l'entourent.
En novembre 2010, il est condamné pour avoir diffamé le cardiologue allemand Dieter Krombach, que la justice française condamnera en octobre 2011 pour « violences volontaires ayant entraîné la mort sans intention de la donner »[réf. nécessaire].
D'après Le Monde, certaines « mauvaises langues » affirment que l'ego de Jean-Jacques Bourdin a enflé avec le succès. Jean-Michel Aphatie, concurrent de Bourdin sur RTL, déclare : « C'est un très bon pro, qui sent les sujets. Mais son défaut est parfois de croire qu'il est plus important que ses invités ». Alain Weill, patron de Bourdin, « veille sur les humeurs de sa star » : « Jean-Jacques est quelqu'un qui n'aime pas l'autorité. J'ai donc décidé de ne plus être son patron, on est devenus amis. C'est beaucoup plus simple ».

## Publications
- Jean-Jacques Bourdin avec Anne Nivat, À l'écoute, Éditions Anne Carrière, 2007, 216 p.  (ISBN 2-84337-461-8 et 978-2-84337-461-6).
- Jean-Jacques Bourdin avec Anne Nivat et Patrick Mahé, L'homme libre, Le Cherche midi, 2014, 177 p.  (ISBN 978-2749134741).

## Distinctions

### Décoration
- Chevalier de la Légion d'honneur (2006, prise de rang au 26 février 2007)[47],[5].

### Prix
- Prix Philippe Caloni, qui récompense « un journaliste ayant fait preuve de talent et d’éclectisme, en particulier dans l’exercice de l’interview ou de l’entretien » (novembre 2010)[48],[49].

### Divers
- « Meilleur interviewer de la campagne présidentielle de 2012 catégorie radio », selon un sondage du Parisien (mai 2012)[50].